# 콘스턴스 베넷
콘스턴스 베넷(Constance Bennett, 1904년 10월 22일 ~ 1965년 6월 24일)은 미국의 배우이다.

## 출연 작품
- 마담 X (1966)
- 평범한 여인의 행복 (1954)
- 센테니얼 썸머 (1946)
- 신 타운 (1942)
- 두 얼굴의 여인 (1941)
- 메레리 위 리브 (1938)
- 토퍼 (1937)
- 어느 날 밤의 살인사건 (1935)
- 물랑 루즈 (1934)
- 어페어 오브 셀리니 (1934)
- 아워 베럴즈 (1933)
- 왓 프라이스 할리우드? (1932)
- 라커바이 (1932)
- 이지스트 웨이 (1931)
- 더 구스 우먼 (1925)
- 샐리, 아이린 앤 메리 (1925)